# Serrasalmus
El género Serrasalmus contiene una veintena de peces conocidos como palometas, pirañas y caribes, peces predadores caraciformes nativos de las aguas tropicales y subtropicales de América del Sur. Habitan aguas dulces y desembocaduras de ríos, tanto rápidas como estancadas. Son predadores oportunistas, que se alimentan de otros peces, crustáceos, insectos y pequeños reptiles, adaptándose con facilidad a diferentes entornos. No son normalmente agresivos para con organismos de mayor tamaño, pero su fuerte dentadura los hace peligrosos en circunstancias de hambre o alteración.

## Especies
Según el Sistema Integrado de Información Taxonómica el género Serrasalmus tiene las siguientes especies:.
- Serrasalmus altispinis
- Serrasalmus altuvei: caribe,[2] piraña[2]
- Serrasalmus brandtii
- Serrasalmus compressus
- Serrasalmus eigenmanni: pinche,[2] piraña[2]
- Serrasalmus elongatus: caribe elongado,[2] piraña.[2]
- Serrasalmus geryi
- Serrasalmus gibbus
- Serrasalmus gouldingi
- Serrasalmus hastatus
- Serrasalmus hollandi
- Serrasalmus humeralis
- Serrasalmus irritans: caribe pinche,[2] piraña.[2]
- Serrasalmus maculatus
- Serrasalmus magallanesi [3]
- Serrasalmus manueli caribe morichalero, caribe
- Serrasalmus marginatus
- Serrasalmus medinai: caribe,[2] piraña.[2]
- Serrasalmus nalseni: caribe,[2] piraña[2]
- Serrasalmus neveriensis: caribe,[2] piraña[2]
- Serrasalmus nigricans
- Serrasalmus rhombeus (sinónimos: Serrasalmus boekeri, Serrasalmus immaculatus, Serrasalmus normani, Serrasalmus paraense, Serrasalmus niger): caribe negro,[2] piraña.[2]
- Serrasalmus sanchezi
- Serrasalmus serrulatus
- Serrasalmus spilopleura (sinónimo: Serrasalmus aesopus).